# Agustín Lanuza
Agustín Lanuza fue un poeta y prosista mexicano. Nació en el año de 1870 en la ciudad de Guanajuato, Guanajuato, y murió 1936. Fue presidente de Valle de Santiago y magistrado del Tribunal Supremo de Justicia de Guanajuato. 
La mayoría de sus obras son dedicadas a la hermosa ciudad colonial de Guanajuato, Guanajuato y sus encantadores rincones; así como la historia del estado.

## Obras
- México. El vuelo de pájaro. Imprenta de la penitenciaria a cargo de E. Villalpando. Salamanca. 1904
- Romances, tradiciones y leyendas guanajuatenses. Editor Eusebio Gómez de la Puente. México. 1910
- Guanajuato gráfico e histórico. 1922
- Historia Del Colegio Del Estado De Guanajuato, Edición  de Manuel León Sánchez.1924.
- La_Ciudad_Encantada Historia del Estado de Guanajuato
- Antiguallas guanajuatenses
- Casas y edificios históricos de la ciudad de Guanajuato
- Ensayo de bibliografía guanajuatenses
- Los cien poemas de las montañas